# Малый Боженинский переулок
Ма́лый Божени́нский переу́лок — улица в центре Москвы в Хамовниках от Большой Пироговской улицы.

## Происхождение названия
Название по фамилии домовладельца. Улица Россолимо до 1961 года называлась Большим Боженинский переулком.

## Описание

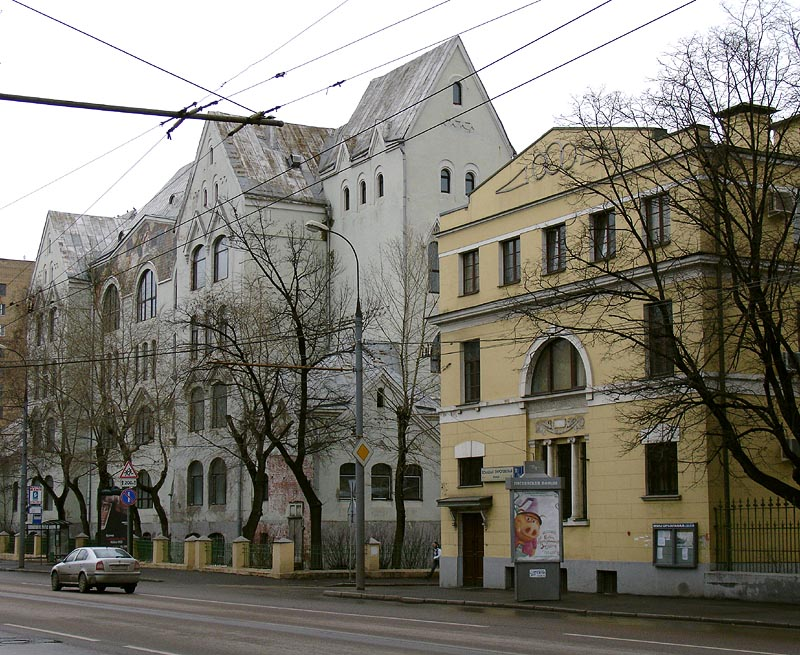
Выход Малого Боженинского переулка на Б.Пироговскую улицу между домами 9 и 11.

Малый Боженинский переулок начинается слева от Большой Пироговской улицы, проходит на юго-восток параллельно Олсуфьевскому переулку, пересекает улицу Россолимо и заканчивается внутриквартальным проездом в городской застройке. Домов по переулку не числится.